# Mètode Decroly
Ovide Decroly (23 de juliol 1871 - 12 de setembre 1932) neix a Bèlgica. Cursa estudis de medicina a la Universitat de Gant i completa la seva formació a Berlín i a París, on s'interessa en la neurologia i en les malalties mentals. Es va educar en un mitjà obert i amb la influència d'una sensibilitat per la recerca gràcies al seu pare. Va rebre el càrrec de co-director de l'Institut de la Província de Brabant, on va estar-hi temporalment. Recentment, fins i tot va adquirir un lloc al panteó dels cent educadors més important de la història (Dubreucq, 1994).
Decroly va impartir cursos a professors i a estudiants d'educació. Es va convertir en un referent important en aquest entorn educatiu.
El Dr. Jean Demoor, va animar a l'autor a interessar-se en nens amb discapacitat mental, per aquesta raó, al 1901 funda una institució d'ensenyament per infants amb necessitats especials. Proposa per a aquests infants una educació diferent, que estigui lligada als seus interessos, una educació destinada a satisfer la seva curiositat natural, a estimular el seu pensament, a posar-los en contacte amb les realitats físiques i socials. Arriba molt ràpidament a la conclusió que aquests principis pedagògics són igualment vàlids per als infants -en realitat, els records que té de la seva experiència escolar no són gaire agradables. Així, crea el 1907 l'escola Per a la vida, per la vida, destinada a infants. A partir d'aquest moment polaritza tota la seva energia en l'educació, encara que fins a la fi de la seva vida continua fent recerca en psicologia, psicometria, psicologia genètica i psicopatologia, i és nomenat professor de psicologia infantil a la Universitat Lliure de Brussel·les.
Decroly és, abans que res, un home d'acció que actua sobre el terreny. Per bé que ens ha llegat nombrosos textos i anàlisis aprofundides sobre problemes de psicologia infantil, no ens ha deixat en canvi cap obra de teorització general. En realitat, en la seva obra, la teoria i la pràctica es barregen íntimament. Per ell, la teoria no té cap valor mentre no la confirmi la pràctica. H. Wallon en deia: "Decroly ha posat molt de la seva vida en la seva obra (...) D'aquesta tasca conscienciosa i contínua, n'ha sorgit, de mica en mica, una obra que l'ha situat en el primer rengle, no sols dels pedagogs, sinó també dels psicòlegs. La pedagogia ha estat el seu mètode experimental, que l'ha ajudat a complementar els seus dots d'observador atent i de psicòleg sagaç. Les dues cares de la seva obra són inseparables." Contrari als creadors de sistemes pedagògics, Decroly mai no va voler instaurar formes metodològiques immutables. Al contrari, sempre va posar l'accent en les conclusions temporals, amb vista a emprendre-hi reformes i a preparar-ne de noves.
L'any 1930 es va posar malalt i dos anys més tard, el 12 de setembre de 1932 va morir a la Província de Brabant (Brussel·les).

## Els fenòmens teòrics i filosòfics de la seva obra pedagògica
Les bases de la seva obra són fonamentalment biosocials, i són dos els principis essencials subjacents a tota la seva acció pedagògica: d'una banda, l'educador ha d'evitar trasbalsar el curs natural de l'evolució de l'infant; de l'altra, ha de col·locar l'infant en un entorn ric, per tal d'estimular-ne les potencialitats.
Decroly insisteix molt en el fet que l'infant porta dins seu potencials indelebles, una estructura influïda pels seus pares i els seus avantpassats. De manera que l'educació actuaria sobre tots els éssers "que l'herència ha equipat millor o pitjor per a la vida". Considera que l'infant no és una tabula rasa de cera blanca. L'herència ha proveït tots els individus d'un cert dinamisme que els permet, sota la influència del medi, de desenvolupar-se. Particularment, l'herència transmet a l'ésser humà l'instint de conservació, que determina la seva activitat. Decroly distingeix diversos tipus de necessitats: 
- Les necessitats primàries, relacionades directament amb la conservació (necessitat de menjar, de beure, de descansar...)
- Les necessitats secundàries, que tenen molta importància en la construcció de la personalitat de l'infant (necessitat d'amor propi, d'aprovació...)
- Les necessitats socials (simpatia, instint grupal)
- Les necessitats específiques primàries (instint sexual, maternal)
- Les necessitats coadjuvants defensives
- Els instints anticipats (joc, imitació)

Tots aquests instints contribueixen al desenvolupament físic i psíquic de l'infant.
Paral·lelament, l'autor emfatitza la importància de l'herència patològica: observa la transmissió de malalties i d'alteracions congènites i també la transmissió de les constitucions patològiques. També insisteix molt en la influència del medi amb el desenvolupament de l'individu; subratlla amb força la importància del medi familiar com a factor favorable o desfavorable. Afirma que si l'escola està ben organitzada, pot ajudar a l'infant a adaptar-se a la vida; acusa el sistema escolar de no practicar res més que la disciplina autoritària i no l'educació.
Conclou que l'escola és el factor essencial de les deformacions psíquiques de l'infant: coneixements incomplets, actituds de desmotivació envers l'escola, disgust per l'estudi, decepcions, etc.
Les consideracions anunciades més amunt, que constitueixen els fonaments teòrics i filosòfics de l'obra de Decroly, es basen en el condicionament del medi i en l'augment del poder d'adaptació de l'infant envers el seu entorn.

## El mètode Decroly
L'escola, segons Decroly, no respondrà a la seva finalitat si no prepara al nen per a la vida social actual i que ha d'iniciar-li:
- En el coneixement de la seva pròpia personalitat: consciència de la seva jo, de les seves necessitats, aspiracions, finalitats i ideals.
- En el coneixement del medi natural i humà en què viu, del qual depèn i en el qual ha d'actuar perquè les seves necessitats, aspiracions, finalitats i ideals es compleixin.

D'aquests dos nuclis d'idees s'originen els següents punts a tractar:
1. L'ésser viu en general
2. L'home en particular
3. La naturalesa
4. La societat

Això suposa que cal fer comprendre al nen les lleis que regeixen la vida, per la qual cosa és necessari establir dues categories d'activitats: 
1. Les que es refereixen a l'individu (funcions individuals).
2. Les que concerneixen l'espècie (funcions socials).

Referent a això estableix l'autor quatre necessitats primordials a les quals es dirigeix l'activitat humana:
1. Necessitat d'alimentar-se (menjar, beguda, respiració, neteja).
2. Necessitat de lluitar contra les intempèries (vestit, habitació).
3. Necessitat de defensar-se contra els perills i enemics diversos (instrucció, ensinistrament, ajuda mútua).
4. Necessitat de treballar (capacitació, associació, llum, descans, esbarjo...).

Per al coneixement del medi ambient, referit a la satisfacció de les necessitats, cal estudiar-lo en els seus factors en aquestes dues parts:
- Acció del mitjà sobre l'individu.
- Reacció de l'individu sobre el mitjà.

Però el medi ambient està construït per una pluralitat d'éssers, de coses i de fenòmens: la família, l'escola, la societat, els costums, la tradició, els animals, les plantes, etc. Cada punt ha de tractar-se sota tres aspectes:
1. Avantatges que ofereix per a l'home i manera d'obtenir-les.
2. Inconvenients que presenta i mitjans d'evitar-los.
3. Conclusions pràctiques sobre la manera en què el nen o nena ha d'actuar per al seu major bé i el de la societat.

## L'Escola Nova
L'any 1889 es va fundar la primera  "Escola Nova " a Abbotsholme. Aquests anys es caracteritzaven per la forta influència de les teories pedagògiques, que van arribar a un punt notori a Espanya, potser a conseqüència de la influència i el prestigi dels autors pertanyents al moviment de la nova escola i la institució lliure d'educació.
Fou una proposta pedagògica que es basava en la personalitat i el respecte del nen, amb l'objectiu de què els infants visquessin en llibertat, creant un ambient favorable, tranquil, motivador, etc.
El llibre sobre el seu mètode va ser compost per vàries lliçons on constaven diversos punts fonamentals de l'Escola Nova, les seves idees educatives i sistemes educatius. A la tercera edició d'aquest llibre, Els sistemes d'Educació Renovats, fa referència també a Montessori i Dewey com a exemples de pedagogs que havien construït sistemes d'aplicació científica per a l'educació.

## Els centres d'interès
Decroly no fou pas el descobridor dels centres d'interès, sinó que fou l'educador que els populitzà. En considerar-lo un tot indivisible, va rebutjar sempre de dividir-lo en intel·ligència i afectivitat. Per a estimular la intel·ligència d'un infant cal adreçar-se a la seva afectivitat i excitar la seva curiositat. Tot recolzant-se en els interessos lligats als instints primaris individuals, com ara l'alimentació, la lluita contra els elements, la necessitat d'actuar, de treball, etc.
Per Decroly eren la base del currículum, proporcionant primer el coneixement sobre si mateix i després sobre el seu entorn.
Els centres d'interèsorganitzen l'aprenentatge al voltant d'un tema central, sense tenir en compte, per tant, la divisió clàssica en diferents àrees i nivells d'ensenyament, basant l'acció educativa en el programa d'idees associades per a estudiar l'infant i el seu medi social, dividint les disciplines en l'observació, l'associació i l'expressió.
L'autor defensa el dret clàssic dels nens a ser el que són, diu que els nens no són adults petits. De manera que la preocupació constant per la dimensió afectiva i el compromís de donar un sentit a l'ensenyament són omnipresents en la pedagogia decrolyana. Gràcies als centres d'interès, és possible, doncs, de respectar les motivacions de l'alumne i d'integrar les seves coneixences en conjunts ordenats.
Els centres d'interès són tractats de manera diferent segons l'edat de l'infant. Els més petits són estimulats perquè observin, manipulin i explorin objectes concrets, mentre que els més grans són guiats perquè realitzin recerques sobre la societat sencera, sobre la pràctica de certes organitzacions, etc.

## La globalització
Decroly entén per globalitzacióun fenomen en què "els objectes i els fets percebuts, els records, els pensaments elaborats i els actes i les paraules expressats ho són sovint com conjunts en què els detalls no són buscats sinó que s'imposen per ells mateixos sense que ens n'adonem". La globalització és un procés intel·lectual complex que s'oposa al procés analític-sintètic però que alhora hi està associat i el prepara. Parteix del principi que l'infant aprèn i acumula les experiències sense ordre; que capta, primer globalment, els éssers i les coses segons les seves relacions entre ells i en relació amb ell mateix; que percep el món com una realitat viva.
Decroly subratlla que aquest mecanisme, natural en l'infant, és també el que hauria d'adoptar l'escola, sobretot durant l'ensenyament preescolar i els començaments de l'ensenyament primari. Cal donar un conjunt, una idea completa a l'infant. L'ensenyament ha de proporcionar una imatge visual general que constitueixi un comport concret, real, amb significat; més tard ja passarà als detalls particulars i a l'abstracció. En l'aprenentatge de la lectura, per exemple, partirà de la idea completa, representada per la frase, per arribar després a la lletra. D'aquesta manera, Decroly rebutja absolutament el principi aplicat generalment a classe que consisteix en anar del simple al complex, del particular al general, perquè, diu que aquesta interpretació va contra la psicologia de l'infant.
De la funció de globalització, en sorgeixen tres etapes clau de la pedagogia decrolyana:
- L'observació: incita el treball dels sentits, que són alhora estimulats per l'interès.

- L'associació: es desprèn de l'etapa d'observació i permet l'elaboració d'idees generals gràcies a l'estudi i a la comparació dels objectes a través del temps i de l'espai.

- L'expressió: tradueix les idees induïdes per les associacions de manera concreta (modelatge, dibuix...) o abstracta (lectura, escriptura, expressió oral...).

Per l'autor, un coneixement només pot ser aprehès veritablement si ho ha estat mitjançant una fórmula personal, una fórmula descoberta per un mateix; tota expressió és una creació.

## L'ús del temps, dels espais i dels recursos

### Ús del temps
Cal diferenciar als alumnes segons les seves característiques i necessitats, adequant els objectius a les seves capacitats. Decroly coneix a l'infant, comprèn que és un ésser actiu i singular i fa la seva programació centrada i treta dels interessos i necessitats infantils. A partir del concepte de globalització es formulen els centres d'interès, que són congeniar els sabers harmònicament assemblats, atenent l'atenció, comprensió, expressió i creació, respectant les diferències individuals dels infants.

### Ús dels espais
Segons Decroly, és molt important que els espais educatiusen els quals es troba l'infant tinguin llum, claredat, siguin de colors diversos... A més a més, han de tenir bancs, taules, cavallets i espais verds (el pati). Al pati, si és possible, podrien haver-hi animals, ja que d'aquesta manera els infants aprendran conceptes i valors mitjançant la cura d'ells.
Les parets han de ser blanques per tal que els infants les puguin decorar amb dibuixos i escrits, ja que així dona vitalitat al centre.
S'ha d'organitzar una gran varietat de materials, aquests han de ser lleugers, poc voluminosos, atractius, fàcils de manipular i de transportar. Han de ser joguines naturals, sòlides, que permetin una experiència socialitzadora, que proporcioni diverses possibilitats d'ús i sobretot que siguin educatives.

### Ús dels recursos
Les característiques que han de tenir els recursos didàctics en la pedagogia de Decroly són:
- Utilitzar imatges i text.
- El material ha de ser de caràcter intuïtiu (éssers o objectes reals).
- Utilització del joc educatiu com a principal eina que motiva l'aprenentatge.
- Els treballs manuals són els mitjans més poderosos per exaltar i respectar les individualitats.
- Els exercicis seran de caràcter personal, ja que cada treball serà diferent per cada infant.
- Donar els mitjans possibles perquè l'alumne arribi a l'abstracció.
- Ús d'instruments musicals.
- Manipulació d'instruments, objectes i textures.

## La promoció de l'autonomia de l'infant
Decroly amb el lema Una escola per la vida i per a la vida, planteja una escola lliure i viva, la qual permet una autonomia pedagògica amb la finalitat de:
1. Treballar a partir d'unes metodologies particulars.
2. Preservar la pròpia identitat.

Aquesta metodologia ofereix diferents activitats en les quals permeten l'espai i la socialització permanent. Aquestes són:
- Jocs de moviment amb un objectiu educatiu en la qual poden explorar, construir i produir.
- La creació de projectes pels mateixos alumnes amb un propòsit educatiu.

Els quatre principis de Decroly són:
1. Principi dominador de respecte de l'infant: "Que l'escola sigui per a l'infant, no l'infant per a l'escola". Decroly, tot i que tenia uns paràmetres de l'aprenentatge, sabia i defensava la idea que cada infant avança al seu ritme.
2. Principi de llibertat: respectar l'autonomia de l'infant i els seus interessos.
3. Principi d'individualització: cada infant té dret a gaudir d'una activitat totalment única i adaptada als seus interessos.
4. Principi d'activitat: provocar un treball constant en la persona.

## La influència del mètode

### A Espanya
Aquesta influència es va produir a través de congressos, publicacions, simposis, etc. Amb la presència a Espanyad'especialistes declorians i, d'una manera especial, a través de les visites del mateix director Decroly a Barcelona i Madrid en 1921 i 1926, respectivament.
A Espanya, les primeres notícies sobre l'educador belga fan referència principalment als seus treballs en aquesta especialitat, amb nens anormals. A partir de finals de la segona dècada, el domini de l'obra decloriana va prendre una major envergadura i el coneixement de les seves aportacions va començar a arribar a sectors d'una certa influència socioeducativa.
Jacobo Orellana Garrit va ser un dels primers que va donar a conèixer l'obra de Decroly com a educador de deficients.
D'altra banda, les visites de pedagogs espanyols a les institucions educatives capdavanteres van constituir esdeveniments capitals de la segona dècada del segle xx igual que la seva presència en els congressos internacionals.
Decroly va presidir la tercera sessió dedicada a la psicotècnica aplicada a l'orientació professional, amb la qual cosa la seva figura va adquirir un gran relleu al costat de les intervencions de Claparède.
Un altre fet determinant en aquests anys va ser la fundació, en 1922, de la Revista de Pedagogia, dirigida per Lorenzo Luzuriaga. El mateix Decroly va publicar en aquesta revista alguns treballs dedicats especialment a aquesta publicació.
Al llarg de la segona dècada van augmentar extraordinàriament els treballs, articles i llibres, generalment traduccions del mateix Decroly o els seus íntims col·laboradors.
Van començar a aparèixer, d'altra banda nous educadors i pedagogs espanyols que van dedicar els seus treballs, articles o llibres als mètodes experimentats pel metge belga i els seus col·laboradors, així com estudis referents a les aportacions de Decroly per a l'educació dels nens anormals.

### A Catalunya
La primera notícia que tenim sobre la relació de Catalunyaamb Decroly, ens la facilita Sol Ferrer quan afirma que el seu pare va escriure al metge belga l'any 1907, per tal de comunicar-li el seu projecte de creació d'una escola de formació de mestres. L'any següent, s'estableix un primer contacte amb l'obra decroylana a través d'una visita que realitza Enric Jardí a la capital belga.
El corpus teòric i pràctic decrolyà es va anar introduint lentament i progressivament a través dels pedagogs que visitaven les institucions pedagògiques europees d'avantguarda, entre les quals comptava l'École de l'Ermitage. Les primeres experiències específicament decrolyanes varen tenir lloc al Nou Col·legi Mont d'Or, a l'Escola del Bosc de Montjuïc i, més endavant, a l'Escola del Parc de Guinardó, establiments d'ensenyament primari.
En el període compres entre 1914 i 1923 es publicaren diversos treballs i es donaren conferències i xerrades que feien referència a l'obra pedagògica de Decroly.
L'esdeveniment més remarcable fou la visita que Decroly realitzà a Barcelona l'any 1921 per assistir al Segon Congrés Internacional de Psicotècnia. La veritable introductora del mètode Decroly a Catalunya fou la mestra empordanesa Anna Rubiés, que assistí a un curset Decroly a Brussel·les l'any 1926. Aplicà primer el mètode en una escola unitària i va donar a conèixer les seves experiències, considerant aspectes teòrics i pràctics del mètode.
El moment culminant de la presència decrolyana al nostre país, cal situar-lo a la Setmana Final de l'Escola d'Estiu de 1935, en la qual va tenir lloc un curs monogràfic dedicat a l'obra de Decroly, on s'intentava agermanar practica i teoria. Des d'aleshores, ha plogut força i Decroly ocupa, més o menys, el lloc que li correspon en el món educatiu català, malgrat que els postulats tecnocràtics hagin adulterat, en bona part, els seus principis.